# Trump Tower (New York)
Trump Tower este o clădire cu 59 de etaje ce se află în New York City. Trump Tower servește ca sediu al organizației Trump. În plus, găzduiește reședința de tip condominiu penthouse a omonimului și dezvoltatorului clădirii, omului de afaceri și dezvoltatorului imobiliar (și mai târziu președinte american) Donald Trump. Mai mulți membri ai familiei Trump locuiesc, sau au locuit, în clădire. Turnul se află pe o parcelă în care se afla anterior magazinul emblematic al lanțului de magazine Grand Bon Teller.